# OK Computer
OK Computer – płyta brytyjskiego zespołu Radiohead, uznawana za najważniejszą w jego dorobku. Została wydana 16 czerwca 1997 roku jako trzeci z kolei longplay grupy. Dotarła do pierwszego miejsca zestawienia brytyjskiej listy przebojów, a w Stanach Zjednoczonych zadebiutowała na 21 miejscu. Album przyczynił się do zwiększenia popularności grupy i był ostatnim wydanym przez nią w Wielkiej Brytanii z opóźnieniem. Do 2007 roku płyta pokryła się trzykrotną platyną w Wielkiej Brytanii i dwukrotną w Stanach Zjednoczonych. Z OK Computer na singlach były wydane utwory "Paranoid Android", "Karma Police" oraz "No Surprises".
Album nagrywany był w Oxfordshire i Bath w Anglii po raz drugi z Nigelem Godrichem w roli producenta, który będzie współpracował z grupą też w przyszłości. Pomimo iż na OK Computer dominowało brzmienie gitar, nie jest on zaliczany do popularnego ówcześnie brit popu. Autorami szaty graficznej albumu są Thom Yorke i Stanley Downwood. Ukazuje ona wyobrażenia na temat stylu życia współczesnego człowieka.
W 2003 album został sklasyfikowany na 162. miejscu listy 500 albumów wszech czasów magazynu Rolling Stone.

## Lista utworów
| 1.  | Airbag                      | 4:44  |
|     |                             |       |
| 2.  | Paranoid Android            | 6:23  |
|     |                             |       |
| 3.  | Subterranean Homesick Alien | 4:28  |
|     |                             |       |
| 4.  | Exit Music (For a Film)     | 4:24  |
|     |                             |       |
| 5.  | Let Down                    | 4:59  |
|     |                             |       |
| 6.  | Karma Police                | 4:21  |
|     |                             |       |
| 7.  | Fitter Happier              | 1:58  |
|     |                             |       |
| 8.  | Electioneering              | 3:50  |
|     |                             |       |
| 9.  | Climbing up the Walls       | 4:45  |
|     |                             |       |
| 10. | No Surprises                | 3:48  |
|     |                             |       |
| 11. | Lucky                       | 4:19  |
|     |                             |       |
| 12. | The Tourist                 | 5:24  |
|     |                             |       |
|     |                             | 53:23 |
|     |                             |       |

## Edycja specjalna
W czerwcu 2017 roku ukazała się dwupłytowa reedycja albumu OK Computer pod nazwą OKNOTOK 1997-2017, której druga płyta zawiera 8 utworów, które były stronami B singli (6 z nich było na płycie Airbag/How Am I Driving?) oraz 3 niepublikowane dotychczas utwory: I Promise, Man of War i Lift.

### Lista utworów
1. "I Promise" - 4:02
2. "Man of War" - 4:30
3. "Lift" - 3:41
4. "Lull" - 2:24
5. "Meeting in the Aisle" - 3:09
6. "Melatonin" - 2:09
7. "A Reminder" - 3:51
8. "Polyethylene [Parts 1 & 2]" - 4:22
9. "Pearly" - 3:35
10. "Palo Alto" - 3:43
11. "How I Made My Millions" - 4:19